# Zacatecas (comune)
Zacatecas è una municipalità dello stato di Zacatecas, nel Messico centrale, il cui capoluogo è la omonima località.
Conta 138.176 abitanti (2010) e ha una estensione di 442,17 km².
In nome della località significa luogo dove abbonda l'erba.